# Rufin Lué
Rufin Biagne Lue (ur. 5 stycznia 1968) – piłkarz z Wybrzeża Kości Słoniowej, występujący podczas kariery na pozycji obrońcy.

## Kariera piłkarska
Rufin Lué podczas kariery występował w klubie Africa Sports National Abidżan. Z Africą Sports zdobył mistrzostwo Wybrzeża Kości Słoniowej w 1996, Puchar Wybrzeża Kości Słoniowej w 1993 oraz Afrykański Puchar Zdobywców Pucharów w 1992.

## Kariera reprezentacyjna
Rufin Lué występował w reprezentacji Wybrzeża Kości Słoniowej. W 1986 roku zagrał w Pucharze Narodów Afryki 1986, a w 1988 w Pucharze Narodów Afryki 1988. W 1989 roku wziął udział w przegranych eliminacjach do Mistrzostw Świata 1990. W 1992 roku uczestniczył w największym sukcesie w historii WKS w postaci zdobycia Pucharu Narodów Afryki. Na tej imprezie Lué wystąpił tylko w meczu grupowym z Kongo. W tym samym roku wystąpił w pierwszej edycji Pucharu Konfederacji, który nosił wówczas nazwę Pucharu Króla Fahda. Na tym turnieju po porażkach z Argentyną i Stanami Zjednoczonymi, Wybrzeże Kości Słoniowej zajęło ostatnie, czwarte miejsce. Lué wystąpił w meczu z USA.
W 1993 uczestniczył w przegranych eliminacjach do Mistrzostw Świata 1994. W 1996 uczestniczył w przegranych eliminacjach do Mistrzostw Świata 1998 oraz grał w Pucharze Narodów Afryki 1996.